# Seiry

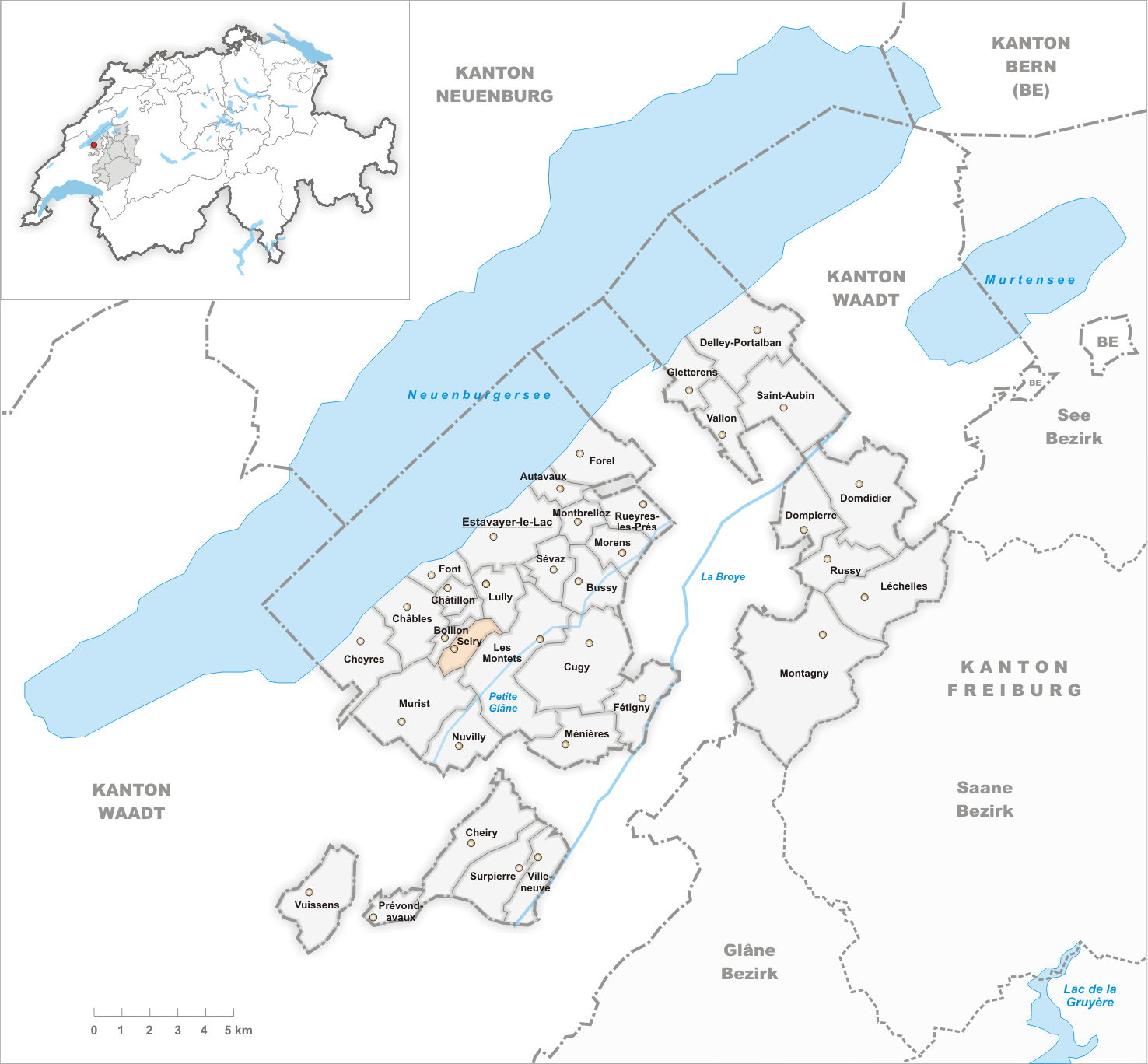
Gemeindestand vor der Fusion am 1. Januar 2006

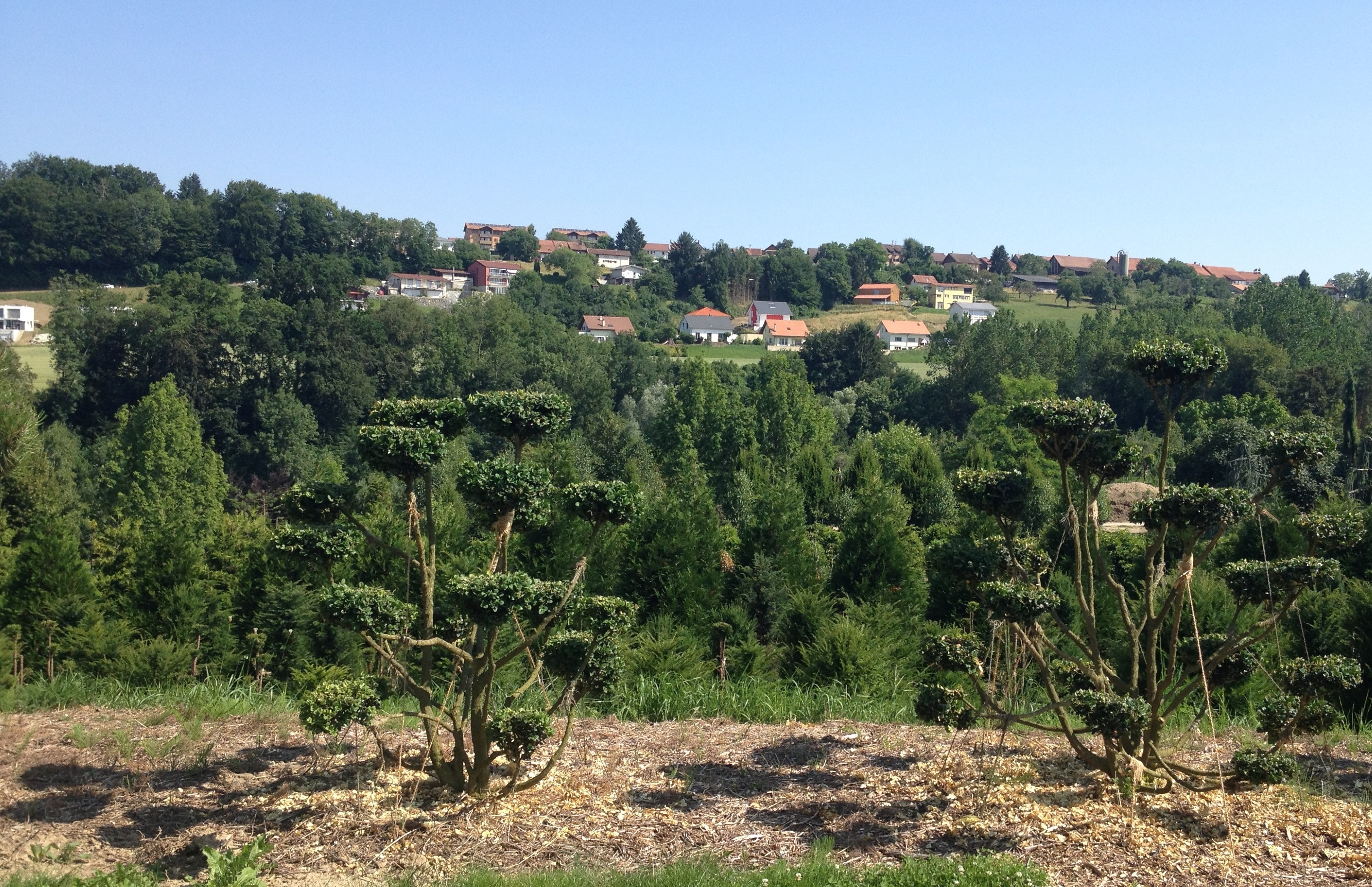
Blick von Bollion auf Seiry

Seiry ist eine Ortschaft und frühere politische Gemeinde im Distrikt Broye des Kantons Freiburg in der Schweiz. Mit Wirkung auf den 1. Januar 2006 wurde Seiry zusammen mit Bollion nach Lully (FR) eingemeindet.

## Geographie
Seiry liegt auf 604 m ü. M., viereinhalb Kilometer südsüdwestlich des Bezirkshauptortes Estavayer-le-Lac (Luftlinie). Das Bauerndorf erstreckt sich auf dem Höhenrücken zwischen den Tälern von Bainoz im Nordwesten und Petite Glâne im Südosten, im Molassehügelland des nordwestlichen Freiburger Mittellandes.
Die Fläche des 1,8 km² grossen ehemaligen Gemeindegebiets umfasste einen Abschnitt des Molassehügellandes zwischen dem Neuenburgersee und dem mittleren Broyetal. Im Westen und Norden bildete der Bainoz die Grenze. Von hier erstreckte sich der Gemeindeboden auf das Hochplateau von Seiry, das eine Länge von ungefähr 2 km und eine Breite von 500 m aufweist. Der höchste Punkt von Seiry wird mit 628 m ü. M. auf den Champs Dessus erreicht, auch La Lovataire ist mit 626 m ü. M. fast gleich hoch. Im Nordosten gehörte auch das Waldgebiet Grand Bois zur Gemeinde. Von der ehemaligen Gemeindefläche entfielen 1997 6 % auf Siedlungen, 31 % auf Wald und Gehölze und 63 % auf Landwirtschaft.
Zu Seiry gehören einige Einzelhöfe. Nachbargemeinden von Seiry waren Font, Lully, Les Montets, Murist und Bollion.

## Bevölkerung
Mit 237 Einwohnern (Ende 2005) gehörte Seiry zu den kleinen Gemeinden des Kantons Freiburg. Von den Bewohnern sind 86,1 % französischsprachig, 5,9 % deutschsprachig, und 5,5 % sprechen Albanisch (Stand 2000). Die Bevölkerungszahl von Seiry belief sich 1910 auf 176 Einwohner. Im Verlauf des 20. Jahrhunderts nahm die Bevölkerungszahl durch starke Abwanderung bis 1970 um fast 50 % auf 89 Personen ab. Erst seither wurde wieder ein rasches Bevölkerungswachstum verbunden mit einer Verdoppelung der Einwohnerzahl innerhalb von 30 Jahren verzeichnet.
Einwohnerzahlen: Volkszählungsdaten

## Wirtschaft
Seiry war bis in die zweite Hälfte des 20. Jahrhunderts ein vorwiegend durch die Landwirtschaft geprägtes Dorf. Noch heute haben der Ackerbau, der Obstbau und die Viehzucht einen wichtigen Stellenwert in der Erwerbsstruktur der Bevölkerung. Einige weitere Arbeitsplätze sind im lokalen Kleingewerbe und im Dienstleistungssektor vorhanden. In einem Steinbruch nordöstlich von Seiry wird Muschelkalk abgebaut. In den letzten Jahrzehnten hat sich das Dorf auch zu einer Wohngemeinde entwickelt. Viele Erwerbstätige sind deshalb Wegpendler, die hauptsächlich in den Regionen Estavayer-le-Lac und Payerne arbeiten.

## Verkehr
Das Dorf ist nur durch eine Stichstrasse aus dem Bainoztal erreichbar. Der nächste Anschluss an die Autobahn A1 (Lausanne–Bern), die im Jahr 2001 eröffnet wurde, befindet sich rund 6 km vom Ortskern entfernt. Seiry besitzt selbst keine Anbindung an das Netz des öffentlichen Verkehrs.

## Geschichte
Die erste urkundliche Erwähnung des Ortes erfolgte 1180 unter dem Namen Seirie. Später erschienen die Bezeichnungen Serie (1275), Serye (1317) und Seyriez (1532). Der Ortsname ist vom gallorömischen Personennamen Serius abgeleitet.
Seit dem Mittelalter bildete Seiry eine eigene kleine Herrschaft, die unter dem Einflussbereich der Herren von Cheyres stand. Im Jahr 1521 wurde das Dorf durch eine Feuersbrunst schwer in Mitleidenschaft gezogen. Nachdem Bern 1536 das Waadtland erobert hatte, kam das Dorf unter die Herrschaft von Freiburg und wurde der Vogtei Estavayer zugeordnet. Nach dem Zusammenbruch des Ancien Régime (1798) gehörte Seiry während der Helvetik und der darauf folgenden Zeit zum Bezirk Estavayer, bevor es 1848 in den Bezirk Broye eingegliedert wurde.
Im Rahmen der seit 2000 vom Kanton Freiburg geförderten Gemeindefusionen wurde ein Fusionsprojekt erarbeitet, das eine Vereinigung von Seiry und Bollion mit Lully (FR) zum Ziel hatte. An den Gemeindeversammlungen vom 22. April 2005 wurde die Fusion von den Stimmberechtigten aller drei Gemeinden gutgeheissen, in Seiry betrug der Ja-Stimmenanteil 86 %. Mit Wirkung auf den 1. Januar 2006 wurde die Fusion vollzogen.